# Rickettsiales
Las Rickettsiales o rickettsias son pequeñas bacterias del filo de las proteobacterias. La mayoría de las especies descritas sólo pueden vivir en endosimbiosis con otras células. Algunas son patógenos notables, incluyendo el género Rickettsia, que causa diversas enfermedades en el hombre.
Estudios genéticos sugieren que el origen de las mitocondrias y de los orgánulos relacionados se desarrollaron a partir de miembros de este grupo. 
Las rickettsiales son uno de los grupos más misteriosos de proteobacterias, siendo difíciles de cultivar. Anteriormente el grupo incluía todas la bacterias endosimbiontes obligadas. No obstante, algunas especies como Coxiella burnetii (causante de la fiebre Q), han sido trasladadas a otros grupos.
En muestras ambientales se ha encontrado una gran variedad de genes pertenecientes a este grupo, lo que apunta hacia un cierto número de especies planctónicas de vida libre. Estas incluyen SAR11, después cultivada como Pelagibacter ubique, una de las bacterias más comunes del mundo. Todavía en 2005, está lejos de conocerse la composición y clasificación exactas del grupo.

## Relación evolutiva con las mitocondrias
En 2007 y otros análisis futuros se confirma su relación con las mitocondrias según la siguiente filogenia:
| eucariogénesis | mitocondria                                                        |
|                | mitocondria                                                        |
|                | \| \| Anaplasmataceae \| \| \| \| \| \| Rickettsiaceae \| \| \| \| |
|                |                                                                    |
|                | Anaplasmataceae                                                    |
|                |                                                                    |
|                | Rickettsiaceae                                                     |
|                |                                                                    |

|  | Anaplasmataceae |
|  |                 |
|  | Rickettsiaceae  |
|  |                 |

| eucariogénesis | mitocondria                                                        |
|                | mitocondria                                                        |
|                | \| \| Anaplasmataceae \| \| \| \| \| \| Rickettsiaceae \| \| \| \| |
|                |                                                                    |
|                | Anaplasmataceae                                                    |
|                |                                                                    |
|                | Rickettsiaceae                                                     |
|                |                                                                    |

|  | Anaplasmataceae |
|  |                 |
|  | Rickettsiaceae  |
|  |                 |

| eucariogénesis | mitocondria                                                        |
|                | mitocondria                                                        |
|                | \| \| Anaplasmataceae \| \| \| \| \| \| Rickettsiaceae \| \| \| \| |
|                |                                                                    |
|                | Anaplasmataceae                                                    |
|                |                                                                    |
|                | Rickettsiaceae                                                     |
|                |                                                                    |

|  | Anaplasmataceae |
|  |                 |
|  | Rickettsiaceae  |
|  |                 |

| eucariogénesis | mitocondria                                                        |
|                | mitocondria                                                        |
|                | \| \| Anaplasmataceae \| \| \| \| \| \| Rickettsiaceae \| \| \| \| |
|                |                                                                    |
|                | Anaplasmataceae                                                    |
|                |                                                                    |
|                | Rickettsiaceae                                                     |
|                |                                                                    |

|  | Anaplasmataceae |
|  |                 |
|  | Rickettsiaceae  |
|  |                 |